# Christian Heinrich Weidemann
Christian Heinrich Weidemann (* um 1680; † 15. Juli 1715 in Kiel) war ein deutscher Librettist und Jurist.

## Leben
Wiedemann schloss in Leipzig ein Rechtsstudium (Licentiatus iuris) ab und promovierte 1702 in Kiel.

## Werk
- Mit Gottlieb Gerhard Titius: De officio sermocinantium : ex jurisprudentia universali. Leipzig 1695.
- Disputatio Juridica Inauguralis, De Epactis Solaribus, praecipuè verò De XI. Dierum : ex fastis restitutis, & ad tempora Concilij Nicaeni reductis, exemtorum, Jure / Quam … Præside … Dn. Samuele Reyhero, JC. … Publio Examini submittit Christian Henricus Weidemann, Lipsiensis Die Martij MDCCII. Reuther, Kiel 1702.
- Libretto zur Oper Le bon Vivant oder Die Leipziger Messe. von Reinhard Keiser, Hamburg 1710.